# Шум и ярость (фильм)
Шум и ярость (англ. The Sound and the Fury) — драматический фильм 2014 года режиссёра и актёра Джеймса Франко, являющийся второй экранизацией одноимённого романа Уильяма Фолкнера, после картины 1959 года Мартина Ритта. Премьера фильма состоялась во время показа внеконкурсной программы 71-го Венецианского кинофестиваля.

## Сюжет
Фильм рассказывает об упадке и падении семьи Компсон, некогда гордых аристократов, живущих на глубоком Юге в Миссисипи начала XX века. История раскрывает секреты и предательства, которые запятнали фамилию и продолжают преследовать сестёр и братьев Компсон. Соблюдая формальное разделение на три главы, единая история ведёт по судьбам троих братьев Компсон: немого и отставшего в развитии Бенджи, чувствительного и меланхоличного Квентина и холодного и расчетливого Джейсона. Между тем, судьба единственной сестры, Кэдди, прослеживается во всех трёх рассказах. Шум и ярость охватили три десятилетия жизней Компсонов, на примере семьи которых можно рассмотреть отношения между временем, памятью и историей.

## В ролях
| Актёр              | Роль                       |
| ------------------ | -------------------------- |
| Джеймс Франко      | Бенджи Компсон             |
| Джейкоб Лоуб       | Квентин Компсон            |
| Скотт Хейз         | Джейсон Компсон IV         |
| Ана О’Райли        | Кэдди Компсон              |
| Джанет Джонс       | Кэролайн Компсон           |
| Тим Блейк Нельсон  | Джейсон Компсон III        |
| Джоуи Кинг         | Мисс Квентин               |
| Лоретта Дивайн     | Дилси                      |
| Килен Дэвис        | Листер                     |
| Логан Маршалл-Грин | Далтон Эймс                |
| Сет Роген          | телеграфист                |
| Дэнни Макбрайд     | шериф                      |
| Кигэн Аллен        | мужчина в красном галстуке |

## Производство
Сценарий фильма был написан Джеймсом Франко вместе с Мэттом Реджером, тоже выпускником Йельского университета, тоже работавшим с ним над проектом фильма «Когда я умирала». Съемки проходили в Бостоне, Лос-Анджелесе и Мемфисе. Джеймс Франко, вспоминая о предыдущем своём фильме по Фолкнеру — «Когда я умирала», — говорил, что «так или иначе, меня тянет к южной литературе», как актёра — благодаря «невероятным персонажам», а как режиссёра, потому, что это «вызов, попытка найти кинематографические эквиваленты пути написания книги. Она тянет меня в новые направления».
В фильме должен был сняться Джон Хэмм.

## Премьера
В сентябре 2014 года состоялась мировая премьера фильма «Шум и ярость», он был показан во внеконкурсной программе 71-го Венецианского кинофестиваля. Фильм также был показан в рамках 39-го Кинофестиваля в Торонто

## Критика
Пол Макиннесс из «The Guardian» заявил, что «глубокий, сложный шедевр Уильяма Фолкнера был воплощён в этой банальной и безвкусной адаптации актёра/режиссёра Джеймса Франко», добавив, что «„Шум и ярость“ не является циничным фильмом, а просто неуклюжим». Калиб Афляб из «The Independent» сказал, что «Шум и ярость» — «самый амбициозный проект Франко, его лучший фильм на сегодняшний день», отметив, что «рассказывая историю в трех главах, а не в книжных четырёх, он концентрируется на историях трех братьев Компсон, Бенджи (Франко), Квентина (Джейкоб Лоуб) и Джейсона Компсона IV (Скотт Хазе). Упрощая повествование для того, чтобы рассказать историю братьев через их мысли, чувства и отношения с сестрой Кэдди (Ана О’Рейли), он сделал безупречную работу». Робби Коллин из «The Telegraph» отметил, что «сказать, что эта последняя, адаптация знаменитого романа лауреата Нобелевской премии Уильяма Фолкнера, чувствуется полуфабрикатом, было бы преуменьшением. Он едва или наполовину начат», однако «некоторые убедительные, текстурированные работы Скотта Хазе и Аны О’Рейли как двух членов клана Компсонов, Джейсона и Кэдди, означают, что фильм не может быть списан как фиаско, какое отчаяние бы ни охватывало» при просмотре этой «пародии на Терренса Малика».
Федерико Жирони из «ComingSoon» сказал, что фильм «слишком полирован в осознании своего эстетического потенциала (в направлениях, фотографии), вместо того чтобы в состоянии понять, переварить и повторно передать неудобную силу страниц Фолкнера, нормализовать повествование и сократить своих героев до чуть более одномерных эскизов», и «таким образом, будучи не в состоянии понять кровь сердца романа, ни найти ключ к постановке, не из-за самодовольства ли, „Шум и ярость“ выглядит фильмом, на этот раз, давшим повод хулителям Франко: тем, кто увидел его как самовлюбленное заблуждение, душащее способность выражения в другом месте слишком громоздкой подушкой своего эго». Эндрю Баркер в «Variety» отметил, что «в то время как его амбиции часто превышают свои достижения — иногда на значительном расстоянии — Джеймс Франко получает незаслуженное количество горя из-за его различных альтруистских проектов… Вторая адаптация Франко, казалось бы, не фильмообразующего романа Уильяма Фолкнера как прошлого года-полтора, „Шум и ярость“, безусловно, является глупостью, не сумевшей захватить странную, упоительную, часто невыносимую атмосферу эллиптического шедевра великого писателя, но процветание избытка незрелых студентов-актёров процветает и ненужных камео, иногда на час дают ему чувство любителя. Но Франко, тем не менее показывает улучшение по сравнению с „Когда я умирала“ 2013-го, и то хорошо, потому что трудно обвинить его за это». Джессика Кианг из «Indiewire» тоже провела параллели с предыдущими фильмами Франко, написав:

Возможно, пришло время подтвердить нашу уверенность, что Франко, когда не слюнявит через забор, несомненно, имеет талант во многих сферах. Но действительно ли мы поверим, что он такой беспрецедентно талантливый эрудит, что может создать несколько проектов одновременно и превратить в нечто действительно большое любой/все из них? При всей своей энергии, как в предшествующем «я умирала», в «Шуме и ярости» чувствуется простая нехватка тщательности, и то, что Франко на самом деле ошибся с временем энтузиазма к роману Фолкнера как и с одним из лучших, самым изобретательным способом его экранизировать, но это роман, который заслуживает, по крайней мере уважение. Конечно, у Франко, вероятно, в этот момент имеется восемь других вещей в производстве (среди них не менее трех предстоящих режиссёрских), которые могли бы объяснить, почему его «Шум и ярость» чувствуется, как, может быть, одна восьмая фильма.
Оригинальный текст (англ.)Perhaps it's time to reiterate our belief that Franco, when he’s not slavering over a fence, undoubtedly has talent in many arenas. But do we really believe he is such an unprecedentedly gifted polymath that he can create multiple projects simultaneously and turn in something truly great in any/all of them? For all his energy, like ‘Dying’ before it, ‘The Sound and the Fury” feels like it just didn’t have enough care taken over it, like Franco has mistaken his enthusiasm for Faulkner's novel for time spent actually working out the best, most inventive way to bring it to the screen, and it’s a novel that deserves at least that respect. Of course, Franco probably has eight other things on the go at the moment (among them no fewer than three upcoming directorial features) which could account for why his "The Sound and the Fury" feels like maybe an eighth of a film.